# Хлодовский, Руф Игоревич
Руф И́горевич Хлодо́вский (12 мая 1923, Вологда, СССР — 2004, Москва, Россия) — советский и российский филолог-итальянист, литературовед, литературный критик и переводчик. Автор книг и многих работ по истории литературы. Доктор филологических наук (1990), главный научный сотрудник Института мировой литературы имени А. М. Горького РАН.

## Биография
В 1953 году окончил филологический факультет МГУ имени М. В. Ломоносова.
В 1974 году защитил кандидатскую диссертацию «Франческо Петрарка: эстетическая проблематика ренессансного гуманизма», в 1990 году — докторскую диссертацию в форме научного доклада «Литература итальянского возрождения и эстетическая сущность классического гуманизма».
Автор работ по истории итальянской литературы эпохи Возрождения (Данте Алигьери, Франческо Петрарка, Джованни Боккаччо), по проблемам ренессансного реализма, барокко, классицизма, Просвещения. Перевёл на русский язык сочинения итальянских писателей XX века (Луиджи Пиранделло, Альберто Моравиа, Итало Кальвино, Дино Буццати, Васко Пратолини и др.), а также главы «Истории итальянской литературы» Франческо де Санктиса (т. 1, 1963).

## Научные труды

### Монографии
- Франческо Петрарка. Поэзия гуманизма. М.: Наука, 1974.
- Декамерон. Поэтика и стиль. М.: Наука, 1982.
- (совместно с М. Л. Андреевым) Итальянская литература зрелого и позднего Возрождения. М.: Наука, 1988. ISBN 5-02-011384-0
- Италия и художественная классика России. М.: ИМЛИ РАН, 2008. ISBN 978-5-9208-0295-5

### Статьи
- Хлодовский Р. И. Новый человек и зарождение новой литературы в эпоху Возрождения // Литература и новый человек, М., 1963.
- Хлодовский Р. И. Блок и Данте. К проблеме литературных связей // Данте и всемирная литература, М., 1967.
- Хлодовский Р. И. Ренессансный реализм и фантастика // Литература эпохи Возрождения и проблемы всемирной литературы, М., 1967.
- Хлодовский Р. И. О жизни Дж. Боккаччо, его творчестве и о том, как сделан «Декамерон» // Боккаччо Дж., Декамерон, М., 1970.
- Хлодовский Р. И. Начало Возрождения: две повести молодого Боккаччо // Боккаччо Дж. Комедия флорентийских нимф…, М., 1972.
- Хлодовский Р. И. Данте и Вергилий // Античное наследие в культуре Возрождения. М.: Наука, 1984.
- Хлодовский Р. И. Рим в мире Гоголя // «Иностранная литература», 1984, № 12. С. 203—210.
- Хлодовский Р. И. Гиперболы и параболы печального Дино Буццати // Буццати Д. Избранное. М.: Радуга, 1989. С.5-23.
- Хлодовский Р. И. Анна Ахматова и Данте // Дантовские чтения. 1990. М.: Наука, 1993.
- Хлодовский Р. И. «Декамерон»: великая книга о большой любви // Боккаччо Дж. Декамерон. М.: АСТ, 2007. С. 450—466.

- Хлодовский Р.И. Реализм и антифашизм Альберто Моравиа: статья / Р.И. Хлодовский // Моравиа А. Римлянка. Презрение: романы / Альберто Моравиа.- М.: Правда, 1992.- С. 5 - 18.- ISBN 5-235-00547-1